# Џордан Гринвеј
Џордан Гринвеј (енгл. Jordan Greenway — Кантон, 16. фебруар 1997) амерички је хокејаш на леду који игра на позицијама левокрилног нападача.
Члан је сениорске репрезентације Сједињених Држава за коју је на међународној сцени дебитовао на светском првенству 2017. године.
Учествовао је на улазном драфту НХЛ лиге 2015. где га је као 50. пика у другој рунди одабрала екипа Минесота вајлдса. Пре почетка професионалне каријере усавршавао се играјући у колеџ лиги за екипу Универзитета Бостон.